# Trevor Manning
Trevor Wayne Manning (* 19. Dezember 1945 in Wellington) ist ein ehemaliger neuseeländischer Hockeyspieler.
Mit der Neuseeländischen Nationalmannschaft nahm er dreimal an Olympischen Spielen (1968, 1972, 1976) teil. In Montreal 1976 wurde Manning Olympiasieger.